# Circondario di Regen
Il circondario di Regen è uno dei circondari dello stato tedesco della Baviera.
Fa parte del distretto governativo della Bassa Baviera.

## Città e comuni
(Abitanti al 31 dicembre 2023)
| Comuni del circondario | Città 1. Regen (11 009) 2. Viechtach (8 544) 3. Zwiesel (8 978) | Comuni 1. Achslach (991) 2. Arnbruck (2 017) 3. Bayerisch Eisenstein (986) 4. Bischofsmais (3 349) 5. Böbrach (1 622) 6. Bodenmais (3 616) 7. Drachselsried (2 440) 8. Frauenau (2 706) 9. Geiersthal (2 230) 10. Gotteszell (1 188) 11. Kirchberg i.Wald (4 500) 12. Kirchdorf im Wald (2 077) 13. Kollnburg (2 775) 14. Langdorf (1 863) 15. Lindberg (2 308) 16. Patersdorf (1 728) 17. Prackenbach (2 792) 18. Rinchnach (3 094) 19. Ruhmannsfelden (2 020) 20. Teisnach (3 014) 21. Zachenberg (2 093) |